# Canadian (Texas)
Canadian es una ciudad ubicada en el condado de Hemphill en el estado estadounidense de Texas. En el Censo de 2010 tenía una población de 2.649 habitantes y una densidad poblacional de 787,97 personas por km².

## Geografía

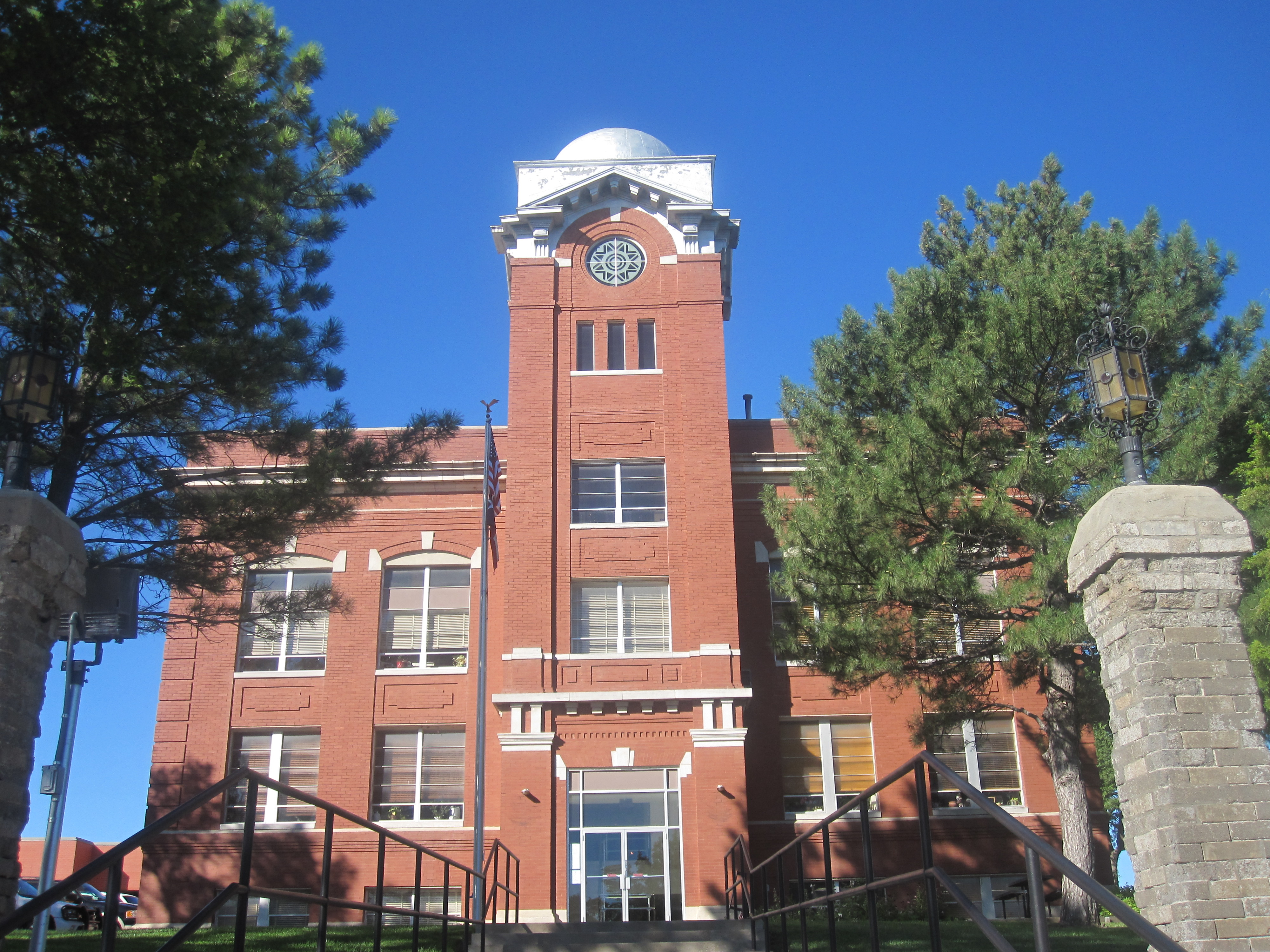
Palacio de Justicia del condado en Canadian

Canadian se encuentra ubicada en las coordenadas 35°54′35″N 100°23′2″O / 35.90972, -100.38389. Según la Oficina del Censo de los Estados Unidos, Canadian tiene una superficie total de 3.36 km², de la cual 3.36 km² corresponden a tierra firme y (0%) 0 km² es agua.

## Demografía
Según el censo de 2010, había 2.649 personas residiendo en Canadian. La densidad de población era de 787,97 hab./km². De los 2.649 habitantes, Canadian estaba compuesto por el 85.58% blancos, el 0.15% eran afroamericanos, el 0.53% eran amerindios, el 0.3% eran asiáticos, el 0.04% eran isleños del Pacífico, el 11.59% eran de otras razas y el 1.81% pertenecían a dos o más razas. Del total de la población el 33.94% eran hispanos o latinos de cualquier raza.